# Densitat aparent
La densitat aparent és una propietat dels materials en pols o granulats entre altres sòlids en estat de "divisió" amb especial referència als components minerals del sòl, grava, substàncies químiques, productes farmacèutics ingredients en productes alimentaris i altres masses corpusculars de matèria en partícules. Es defineix com la massa de moltes partícules del material dividides pel volum total que aquestes ocupen El volum total inclou el volum de les partícules, el volum buit entre les partícules i el volum dels porus interns.
La densitat aparent no és una propietat intrínseca d'un material; pot canviar depenent de com es manegi el material Per exemple una pols posada en un cilindre tindrà una determinada densitat aparent, si aquest cilindre pateix una pertorbació, les partícules de pols es mouran i normalment quedaran més juntes entre elles, resultant en una densitat aparent més alta que abans de la pertorbació.

## En el sòls
La densitat aparent del sòl depèn en gran manera dels minerals que componen el sòl i del grau de la compactació. La densitat del quars és al voltant de 2,65g/cm³ però la densitat aparent d'un sòl mineral normalment es troba entre 1,0 i,6g/cm³. Els sòls amb molt contingut de matèria orgànica i algunes argiles friables poden tenir una densitat aparent per sota d'1g/cm³
En un sòl arenós la densitat aparent està compresa entre 1,3 i 2, en un sòl llimós, entre 0,7 i 1,6, i en un sòl argilós, entre 1,1 i 1,9.